# Обервайсбах
Обервайсбах (нім. Oberweißbach) — місто в Німеччині, розташоване в землі Тюрингія. Входить до складу району Заальфельд-Рудольштадт. Складова частина об'єднання громад Бергбанрегіон/Шварцаталь.
Площа — 9,62 км2. Населення становить Невірний параметр metadata 16 073 065 ос. (станом на 31 грудня 2021).

## Галерея

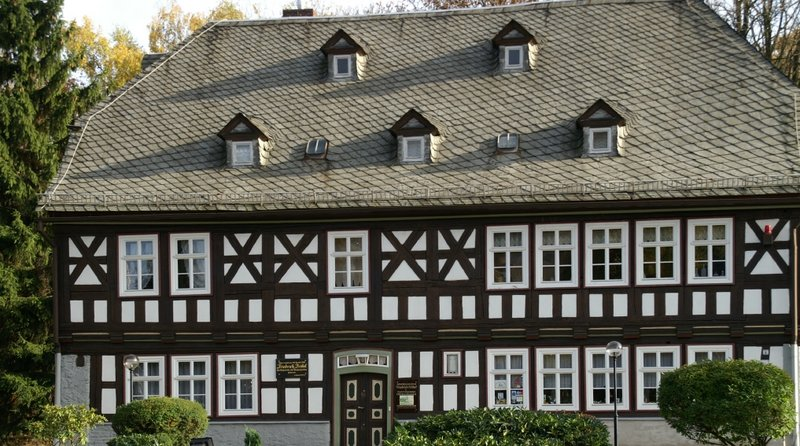
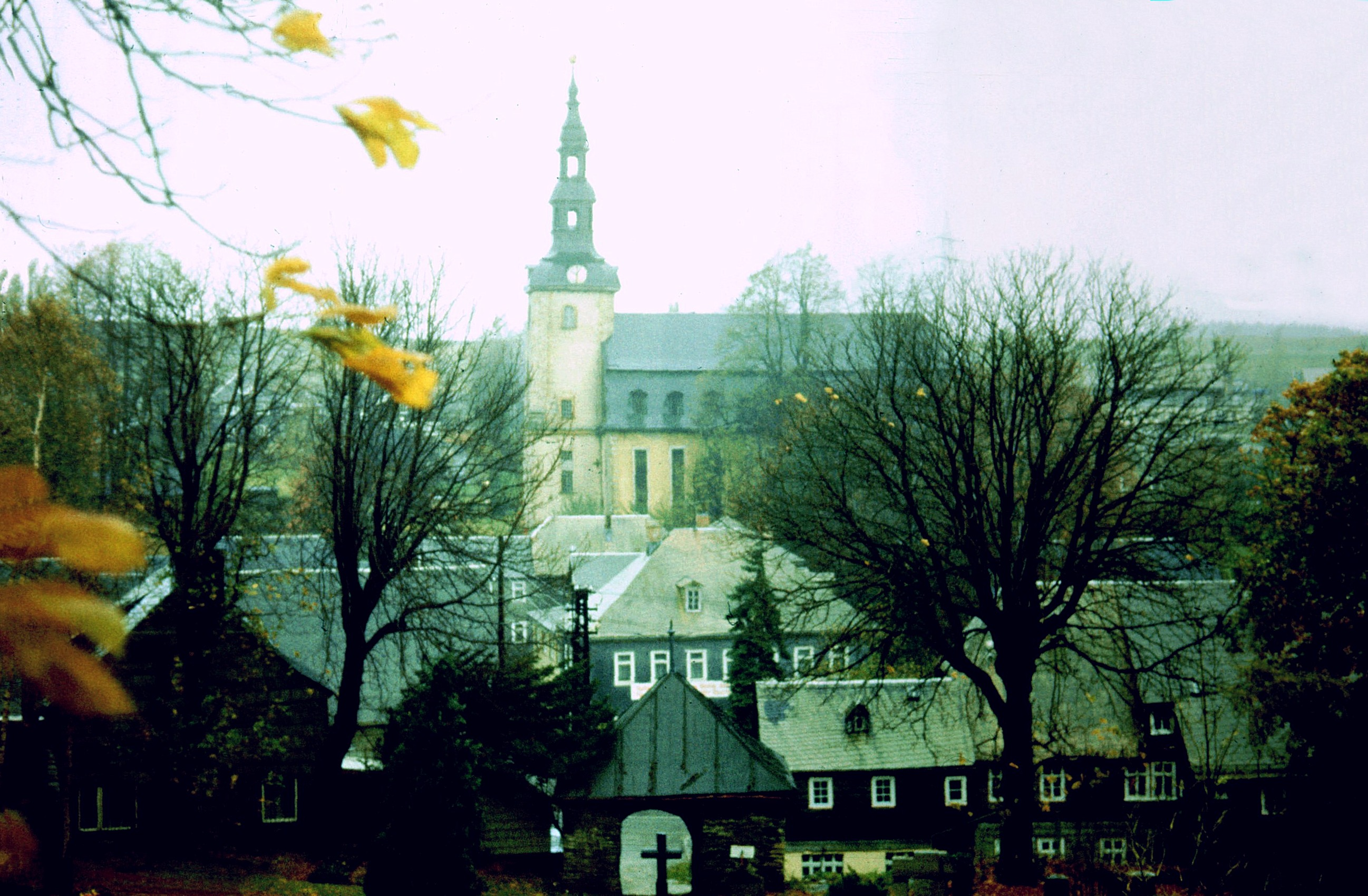